# Megastigmus quinquesetae
Megastigmus quinquesetae is een vliesvleugelig insect uit de familie Torymidae. De wetenschappelijke naam is voor het eerst geldig gepubliceerd in 1934 door Girault.